# Кралства от Общността на нациите
Кралства от Общността на нациите или само Кралства от Общността (на английски: Commonwealth realms), е наименование на 15 суверенни държави (от общо 56 страни членки) от Общността на нациите (в миналото наричана също Британската общност), в които кралицата или кралят на Обединеното кралство, в качеството си на монарх на метрополията, действа като държавен глава.
Във всяка от тези държави монархът носи съответна титла – например в Барбадос покойната кралица Елизабет II е титулувана Нейно Величество кралица Елизабет II, кралица на Барбадос.

## Устройство
В кралствата от Общността на нациите британският монарх също заема най-високия пост в държавното управление. По предложение на министър-председателя на съответната зависима страна кралицата или кралят назначава генерал-губернатор на тази страна като свой представител в нейно или негово отсъствие. Монархът се представлява от губернатор във всеки от щатите на Австралия и от лейтенант-губернатор във всяка от провинциите на Канада. Тези длъжностни лица имат почти пълната власт на конституционен монарх, разполагайки с така наречените кралски прерогативи, но изпълняват предимно церемониални функции.
В рамките на Общността на нациите няма разлика по статут между тези 15 страни и другите членове, мнозинството от които са републики или кралства със свои монарси (като Бруней, Лесото, Малайзия, Свазиленд и Тонга). При това, въпреки че Върховният съвет на вождовете на Фиджи титулува британският монарх „върховен вожд“, кралицата или кралят на Обединеното кралство не са считани за глава на тази държава, а Фиджи по форма на управление е република.

## Страни
- Великобритания
- Австралия (от 1939 г.)
- Антигуа и Барбуда (от 1981 г.)
- Бахамски острови (от 1973 г.)
- Белиз (от 1981 г.)
- Гренада (от 1974 г.)
- Канада (от 1931 г.)
- Нова Зеландия (от 1947 г.)
  -  Ниуе[2]
  -  Острови Кук[2]
- Папуа Нова Гвинея (от 1975 г.)
- Сейнт Винсент и Гренадини (от 1979 г.)
- Сейнт Китс и Невис (от 1983 г.)
- Сейнт Лусия (от 1979 г.)
- Соломонови острови (от 1978 г.)
- Тувалу (от 1978 г.)
- Ямайка (от 1962 г.)